# Polymoog

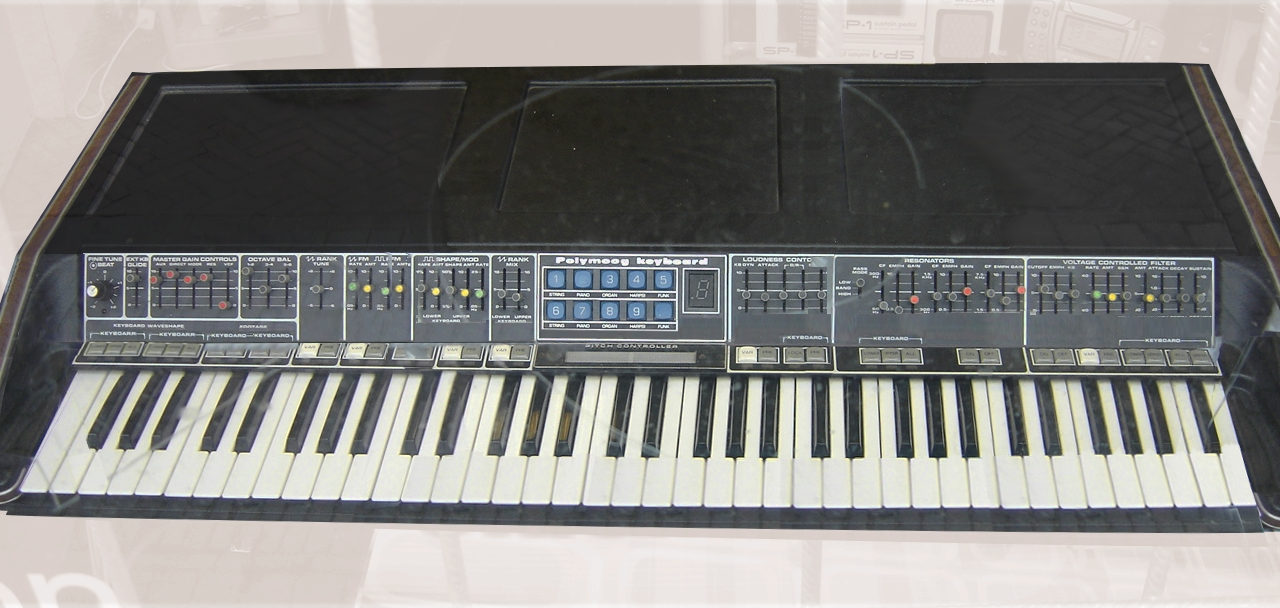
Moog Polymoog

Polymoog – odmiana syntezatora Mooga. Jest to wielogłosowy instrument muzyczny z grupy elektrofonów elektronicznych.
Instrument ten łączył cechy i możliwości organów elektronicznych, instrumentu klawiszowego i syntezatora w jeden z najbogatszych brzmieniowo instrumentów muzycznych. Pierwsze tego typu instrumenty wprowadziła na rynek firma Norlin Music.